# Careproctus filamentosus
Careproctus filamentosus és una espècie de peix pertanyent a la família dels lipàrids.

## Descripció
- El mascle fa 6,7 cm de llargària màxima i la femella 18.[5]

## Hàbitat
És un peix marí i batidemersal que viu entre 2.265 i 2.940 m de fondària.

## Distribució geogràfica
Es troba al Pacífic nord-oriental: Oregon (els Estats Units).

## Observacions
És inofensiu per als humans.